# Torre Uluzzo

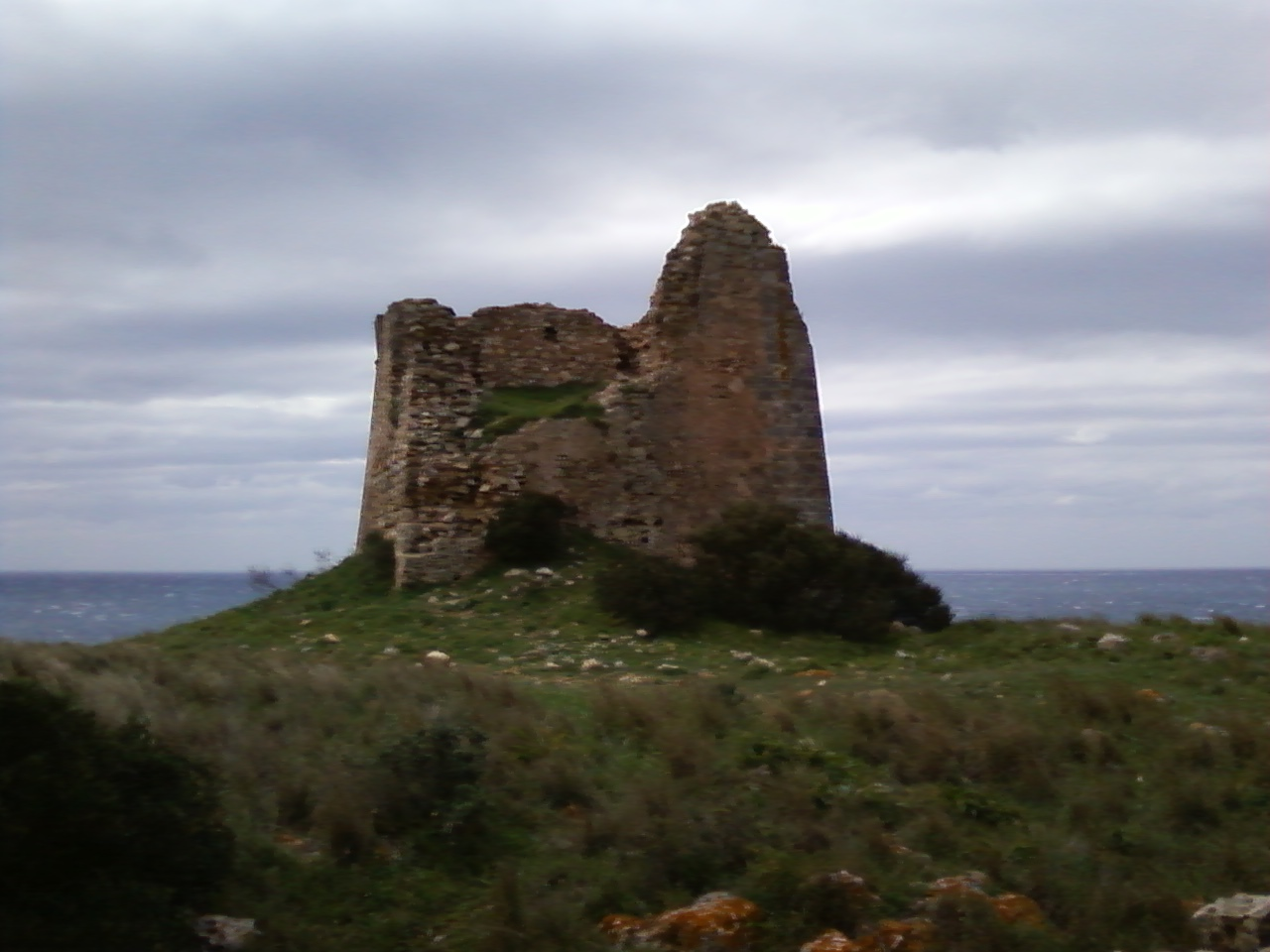
Torre Uluzzo

Torre Uluzzo, o Crustano, è una torre costiera del Salento situata nel comune di Nardò e ricadente nel Parco di Porto Selvaggio e Palude del Capitano. Di dimensioni minori rispetto alle altre torri circostanti, venne eretta nella seconda metà del XVI secolo con funzioni difensive, per volere di Alfonzo de Salazar, dal mastro neretino Leonardo Spalletta.
Costruita sulla sommità di uno sperone roccioso e già ultimata nel 1575, la torre presenta una forma tronco piramidale ma è parzialmente crollata. La copertura non è più presente e restano in piedi solo alcune pareti, costruite con conci irregolari; in particolare il lato nord e il lato rivolto verso il mare sono i meglio conservati. Rimangono visibili i resti di qualche piombatoia e delle mensole di appoggio per il coronamento. 
Da alcuni documenti si apprende che la torre fu frequentata sino al 1695 e che nel XVIII secolo risultava già gravemente compromessa.
Comunicava a nord con Torre dell'Inserraglio e a sud con Torre dell'Alto.